# سيزار فيلاراغا
سيزار فيلاراغا (بالإسبانية: César Villarraga) (مواليد 22 سبتمبر 1985) هو ملاكم كولومبي، مثّل بلاده في الألعاب الأولمبية الصيفية 2012.

## روابط خارجية
سيزار فيلاراغا على موقع بوكس ريك (الإنجليزية) (registration required)
- سيزار فيلاراغا على موقع أوليمبيديا (الإنجليزية)